# Ruohonpää
Ruohonpää est un quartier du district Länsikeskus à Turku en Finlande,.

## Description
Ruohonpää est situé à l'ouest du centre-ville de Turku.
C'est principalement une banlieue résidentielle à faible densité de population.
Le collinne Pirunmäki est l'une des trois collines (Ruohonpää-Mikonmäki-Uittamo) à partir desquelles la défense aérienne protégeait Turku pendant la seconde guerre mondiale.

## Galerie

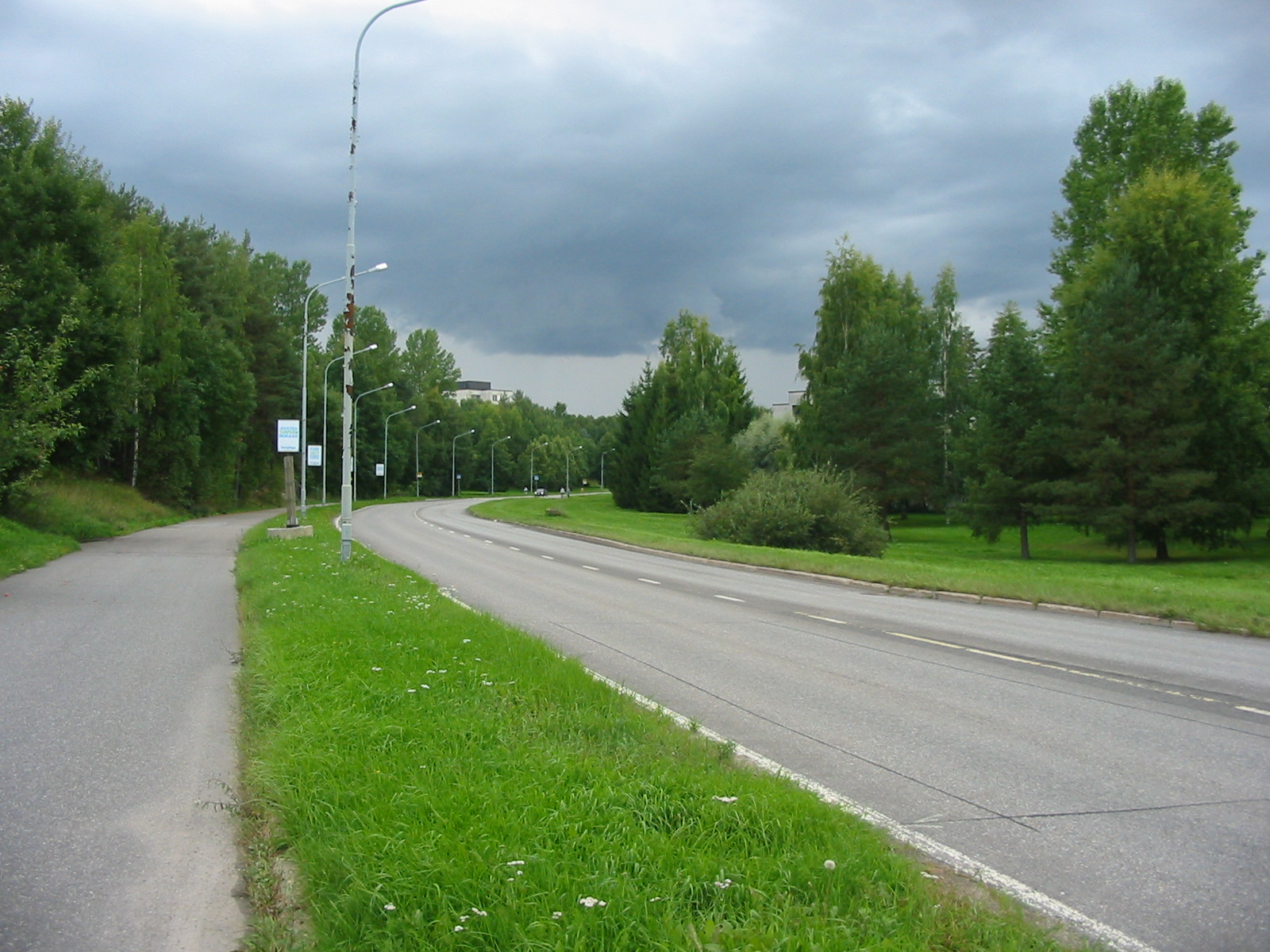
Suikkilantie à Ruohonpää.